# 出口戦略
出口戦略（でぐちせんりゃく、exit strategy）とは、軍事的もしくは経済的な損害が続く状況から損失・被害を最小限にして撤退する戦略である。

## 由来
「出口戦略」（exit strategy）という用語はベトナム戦争時にアメリカ国防総省内で使用されたのが始まりである。
その後も、敗勢あるいは損害が甚大な状況下で、いかに人命や物資の損失を最小限に抑えて軍を撤退させるか、といった検討や実施に対して出口戦略という用語が用いられる。

## 経営用語
出口戦略は経営での用語にも転用され、市場もしくは企業の経営・所有からの撤退時に経済的損失を最小限にすることを指す。
また、投資において投下した資本を最大限に回収することも出口戦略と呼ぶ。第三者への転売や株式公開などがとられる。

## マクロ経済政策
景気後退時に政府や中央銀行がとった景気刺激策や金融政策に対しても、経済成長へと転じる際に大幅な財政支出やゼロ金利政策、量的緩和の解除などの政策転換を図りつつも、持続的な経済成長を軌道に乗せるための適切なマクロ経済政策を運営する戦略を出口戦略と呼ぶ。